# Ray Flynn
Raymond "Ray" Patrick Flynn (* 22. Januar 1957 in Longford) ist ein ehemaliger irischer Leichtathlet, der sich auf den Mittelstreckenlauf spezialisiert hat. 1980 gewann er bei den Halleneuropameisterschaften in Sindelfingen die Silbermedaille über 1500 Meter.

## Sportliche Laufbahn
Erste internationale Erfahrungen sammelte Ray Flynn vermutlich im Jahr 1975, als er bei den Junioreneuropameisterschaften in Athen in 3:51,6 min den zehnten Platz im 1500-Meter-Lauf belegte. Zudem begann er im selben Jahr ein Studium an der East Tennessee State University in den Vereinigten Staaten. 1978 schied er bei den Europameisterschaften in Prag mit 3:44,1 min im Vorlauf über 1500 Meter aus und im Jahr darauf belegte er bei den Halleneuropameisterschaften in Wien in 3:51,5 min den siebten Platz. 1980 gewann er bei den Halleneuropameisterschaften in Sindelfingen in 3:38,5 min die Silbermedaille hinter Thomas Wessinghage aus der Bundesrepublik Deutschland. Im Juli nahm er dann an den Olympischen Sommerspielen in Moskau teil und kam dort mit 3:41,92 min nicht über die Vorrunde hinaus. 1982 belegte er bei den Europameisterschaften in Athen in 3:40,44 min den achten Platz und im Jahr darauf schied er bei den erstmals ausgetragenen Weltmeisterschaften in Helsinki mit 3:40,26 min im Halbfinale aus. 1984 startete er im 5000-Meter-Lauf bei den Olympischen Sommerspielen in Los Angeles und erreichte dort das Finale, in dem er in 13:34,50 min auf dem elften Platz landete. 1987 schied er bei den Weltmeisterschaften in Rom mit 3:43,06 min in der ersten Runde über 1500 Meter aus und 1989 beendete er seine aktive sportliche Karriere im Alter von 32 Jahren.
1989 gründete er Flynn Sports Management, das sich zu einer der größten Leichtathletikagenturen in den Vereinigten Staaten entwickelte. Seit 2012 ist er zudem Meetingdirektor der Millrose Games in New York, einem der renommiertesten Leichtathletikwettkämpfe im jährlichen Kalender.
In den Jahren 1977 und 1985 wurde Flynn irischer Meister im 1500-Meter-Lauf sowie 1982 über 5000 Meter.

## Persönliche Bestzeiten
- 800 Meter: 1:46,05 min, 10. Juni 1999 in Helsinki
  - 800 Meter (Halle): 1:47,26 min, 25. Februar 1999 in Stockholm
- 1500 Meter: 3:34,65 min, 30. August 1965 in Brüssel
  - 1500 Meter (Halle): 3:38,5 min, 2. März 1980 in Sindelfingen
- Meile: 3:49,77 min, 7. Juli 1982 in Oslo
  - Meile (Halle): 3:56,50 min, 15. Februar 2001 in Stockholm
- 3000 Meter: 7:41,60 min, 13. Juli 1983 in London
  - 3000 Meter (Halle): 7:58,94 min, 27. Januar 1985 in Rosemont
- 5000 Meter: 13:19,52 min, 24. Juni 1984 in London